# Psicofonías del gato cuántico
Psicofonías del gato cuántico es el título de un libro de cuentos del autor mexicano Jorge Guerrero de la Torre. Es una recopilación de textos de los géneros fantástico y ciencia ficción, publicado en 2014 en New York.
Su narrativa es inteligente y filosófica. En estas historias, Jorge Guerrero de la Torre explora los límites de la condición humana y los efectos de nuestra existencia en el universo.

## Contenido
Los cuentos contenidos en esta recopilación fueron escritos entre 2009 y 2012.
Esta colección de relatos en su totalidad, obtuvo el Premio Internacional de Cuento Julio Cortázar, (Orly, Francia, 2012).  Además el relato Doppelgänger fue finalista en la III Edición del Concurso Internacional de Microrrelatos Fundación César Egido Serrano - Museo de la Palabra (Toledo, España, 2013), y a su vez obtuvo Mención de Honor en la II Convocatoria de Cuento Breve Caligrama (Ciudad de México, 2010); y el relato Derrotero a Tulúm o una travesía interna, fue finalista en el I Concurso Internacional de Cuento Editorial Vagón (Ciudad Juárez, México, 2012).
El libro está dividido en tres partes: Brevedad de los estados cuænticos (microrrelatos), La máquina pentadimensional (relatos cortos) y Psicofonías de navíos (relatos).

### Brevedad de los estados cuænticos
1. Monofobia: miedo a la soledad.
2. Negocios umbrosos.
3. Servicio comunitario.
4. Estallido de vasijas.
5. Cruzando el estigia.
6. Ikiryō.
7. Ósculo descafeinado.
8. Doppelgänger.
9. Mensajería paranormal.
10. Hipersomnia.
11. Paradox.

### La máquina pentadimensional
1. Láser Tau Extintor.
2. Cronoservicios del Guadiana, S.A.
3. Puente de Einstein-Rosen-Podolsky
4. Devorando a Cronos.
5. Germinador de Weborgs.

### Psicofonías de navíos
1. Retorno.
2. El plumaje de la bruma.
3. Explorador joviano.
4. Nulificación del campo cuántico.
5. Ad infinitum.
6. Derrotero a Tulúm o una travesía interna.